# アシュリー郡 (アーカンソー州)
アシュリー郡（アシュリーぐん、英: Ashley County）は、アメリカ合衆国アーカンソー州の南東部に位置する郡である。2010年国勢調査での人口は21,853人であり、2000年の24,209人から9.7％減少した。郡庁所在地はハンバーグ市（人口2,857人）であり、同郡で人口最大の都市はクロセット市（人口5,507人）である。アシュリー郡は1848年にチコット郡、ドリュー郡、ユニオン郡の一部を合わせて設立され、郡名はアーカンソー州選出アメリカ合衆国上院議員を務めたチェスター・アシュリーに因んで名付けられた。アルコールの販売が禁止される禁酒郡である。

## 歴史
アシュリー郡はその面積では州内第5位の郡であり、1848年11月30日にチコット郡、ドリュー郡、ユニオン郡の一部を合わせて設立された。郡名はアメリカ合衆国上院議員かつ土地投機家だったチェスター・アシュリーに因んで名付けられた。1861年に現在の郡域が確定した。郡庁舎にある法廷は特徴ある建築になっている。円形をしており、傍聴者は常に互いを見ることができるよう席が配置されている。

## 地理
アメリカ合衆国国勢調査局に拠れば、郡域全面積は939.08平方マイル (2,432.2 km2)であり、このうち陸地921.15平方マイル (2,385.8 km2)、水域は17.93平方マイル (46.4 km2)で水域率は1.91％である。アーカンソー州の土地で標高の最低地点がユニオン郡との間を流れるワシタ川沿いにあり、そこから南隣のルイジアナ州に流れ込んでいる。

### 主要高規格道路
| - アメリカ国道82号線 - アメリカ国道165号線 - アメリカ国道425号線 - アーカンソー州道8号線 | - アーカンソー州道52号線 - アーカンソー州道133号線 - アーカンソー州道144号線 - アーカンソー州道160号線 | - アーカンソー州道169号線 - アーカンソー州道173号線 - アーカンソー州道189号線 - アーカンソー州道209号線 | - アーカンソー州道890号線 - アーカンソー州道902号線 |

### 隣接する郡
- ドリュー郡 - 北
- チコット郡 - 東
- モアハウス郡 (ルイジアナ州) - 南
- ユニオン郡 (ルイジアナ州) - 南西
- ユニオン郡 - 西
- ブラドリー郡 - 北西

### 国立保護地域
- フェルゼンタル国立野生生物保護区（部分）
- ワシタ国立の森（部分）
- オーバーフロー国立野生生物保護区

## 人口動態
以下は2000年の国勢調査による人口統計データである。
| 基礎データ - 人口: 24,209人（2010年は21,853人） - 世帯数: 9,384 世帯 - 家族数: 6,906 家族 - 人口密度: 10人/km2（26人/mi2） - 住居数: 10,615軒 - 住居密度: 4軒/km2（12軒/mi2） 人種別人口構成 - 白人: 69.78%（2010年は68.19%） - アフリカン・アメリカン: 27.10%（2010年は25.81%） - ネイティブ・アメリカン: 0.21%（2010年は0.32%） - アジア人: 0.18% - 太平洋諸島系: 0.05% - その他の人種: 1.73% - 混血: 0.96% - ヒスパニック・ラテン系: 3.21%（2010年は4.89%） 年齢別人口構成 - 18歳未満: 26.8% - 18-24歳: 8.3% - 25-44歳: 27.2% - 45-64歳: 23.9% - 65歳以上: 13.8% - 年齢の中央値: 36歳 - 性比（女性100人あたり男性の人口） - 総人口: 93.3 - 18歳以上: 90.6 | 世帯と家族（対世帯数） - 18歳未満の子供がいる: 33.6% - 結婚・同居している夫婦: 56.8% - 未婚・離婚・死別女性が世帯主: 13.0% - 非家族世帯: 26.4% - 単身世帯: 23.9% - 65歳以上の老人1人暮らし: 11.2% - 平均構成人数 - 世帯: 2.55人 - 家族: 3.02人 収入と家計 - 収入の中央値 - 世帯: 31,758米ドル - 家族: 37,3705米ドル - 性別 - 男性: 35,089米ドル - 女性: 19,501米ドル - 人口1人あたり収入: 15,702米ドル - 貧困線以下 - 対人口: 17.5% - 対家族数: 13.9% - 18歳未満: 25.7% - 65歳以上: 17.2% |

## 都市と町
| - クロセット - ファウンテンヒル - ハンバーグ - 郡庁所在地 | - モントローズ - ノースクロセット | - パークデール - ピーターズバーグ - ポートランド | - ウェストクロセット - ウィルモット |

## 郡区
アーカンソー州の郡はさらに郡区に小区分されている。各郡区には未編入領域と、編入済み自治体がある。現代の郡区にはその維持目的が限られたものになっている。アメリカ合衆国国勢調査局は郡区を元に人口を集計している。また系図調査など歴史的な目的には価値がある。1つ以上の郡区に入っている町や都市は統計調査に基づいて扱われる。アシュリー郡の郡区は下記リストの18区であり、その中に含まれる町や都市を括弧書きしている。
- バナー
- バイユー
- ベアハウス
- ビーチクリーク
- カーター（ハンバーグ）
- デバストロップ（パークデール）
- イージプト（クロセット、ウェストクロセット、ノースクロセットの大半）
- エロン
- エクストラ
- ロングビュー
- マレセイリーン
- ミルクリーク（ノースクロセットの一部）
- モントローズ（モントローズ）
- ポートランド（ポートランド）
- プレーリー
- ユニオン
- ホワイト（ファウンテンヒル）
- ウィルモット（ウィルモット）